# Коломбье (Кот-д’Ор)
Коломбье́ (фр. Colombier) — коммуна во Франции, находится в регионе Бургундия. Департамент коммуны — Кот-д’Ор. Входит в состав кантона Блиньи-сюр-Уш. Округ коммуны — Бон.
Код INSEE коммуны — 21184.

## Население
Население коммуны на 2010 год составляло 51 человек.
| 1962 | 1968 | 1975 | 1982 | 1990 | 1999 | 2010 |
| ---- | ---- | ---- | ---- | ---- | ---- | ---- |
| 58   | 64   | 44   | 45   | 45   | 51   | 51   |

## Экономика
В 2010 году среди 32 человек трудоспособного возраста (15—64 лет) 23 были экономически активными, 9 — неактивными (показатель активности — 71,9 %, в 1999 году было 69,7 %). Из 23 активных жителей работали 23 человека (17 мужчин и 6 женщин), безработных не было. Среди 9 неактивных 1 человек был учеником или студентом, 6 — пенсионерами, 2 были неактивными по другим причинам.